# Tidhar
Tidhar (hebr.: תדהר) – moszaw położony w samorządzie regionu Bene Szimon, w Dystrykcie Południowym, w Izraelu.
Leży w północnej części pustyni Negew.

## Historia
Moszaw został założony w 1953 przez imigrantów z Maroka.

## Gospodarka
Gospodarka moszawu opiera się na intensywnym rolnictwie.

## Komunikacja
Przy moszawie przebiega droga ekspresowa nr 25  (Nachal Oz–Beer Szewa–Arawa).